# With you feat.Me
「with you feat.Me」（ウィズ ユー フィーチャリング ミィ）は、BACK-ONの9枚目のシングル。2011年2月9日にcutting edgeから発売された。

## 概要
前作「TELL ME」より2ヶ月連続リリース第2弾作品。また、一週間後に発売される2ndアルバム『Hello World』からの先行シングルである。
6thシングル「flyaway」以来2度目のテイルズ オブ シリーズのタイアップである。また、7thシングル「ONE STEP! feat.mini/Tomorrow never knows」以来2度目のフィーチャリングアーティストが加わっている。
タイアップ先に合わせて、【通常盤】と【テイルズ オブ盤】の2種類が存在しており、曲数やジャケットのデザインが異なる。

## 収録曲
1. with you feat.Me [3:44]
PSP用ゲームソフト『テイルズ オブ ザ ワールド レディアント マイソロジー3』オープニングテーマ。
フィーチャリングアーティストとして、misonoの"妹分"であるMeが参加している[1]。
2. 流れ星 [4:53]
同エンディングテーマ。
楽曲は、インディーズ時代から存在していたとブログで書かれている。
3. with you 『テイルズ オブ』Remix [5:22]
【テイルズ オブ盤】のみ収録。ゲストボーカルとして、声優の平野綾が参加している。

### クレジット
Lyrics by TEEDA、KENJI03 & Me(#1)
Lyrics by TEEDA & KENJI03(#2)
All Songs Written by BACK-ON
All Songs Produced by JIN

## 収録アルバム
with you feat.Me
- 『Hello World』
- 『THE BEST: TALES OF THE WORLD RADIANT MYTHOLOGY Plus』（with you feat.Me（90"ver.）として）
- 『BACK-ONアニゲーソングコレクションアルバム』

流れ星
- 『THE BEST: TALES OF THE WORLD RADIANT MYTHOLOGY Plus』